# Пенг Чун Чанг
Пенг Чун Чанг (кин: 张彭春; Тјенцин, 22. април 1892 — Њу Џерси, 9. јул 1957) био је кинески академик, филозоф, драмски писац, дипломата и борац за људска права.

## Биографија
Рођен је 1892. у Кини у имућној породици. Школовао се у САД, где је 1913. дипломирао на Универзитету Колумбија, а затим се вратио у Кину и постао професор филозофије на универзитету у Тјенцину. Након јапанске инвазије 1937. емигрирао је у САД, где је у служби кинеске владе радио на добијању хуманитарне помоћи, а касније је предавао на универзитету у Чикагу.
1942. ступио је у дипломатску службу Републике Кине као амбасадор у Турској, а од 1948. до 1952. био је посланик Републике Кине у Уједињеним нацијама. Као потпредседник Комисије уједињених нација за људска права и истакнути присталица конфучијанства, дао је значајан допринос састављању Универзалне декларације о људским правима 1948.

## Цитати
"Ја долазим са Истока-из земље где влада Религија Одговорности. Али земље којима влада Религија Похлепе нас брзо потчињавају."